# Erich Letterer
Erich Letterer (Núremberg, 30 de junio de 1895-Tubinga, 26 de mayo de 1982)  fue un patólogo alemán. Descubridor de la enfermedad de Abt-Letterer-Siwe (histiocitosis X)

## Biografía
Hijo de un fabricante, Letterer estudió Medicina y Ciencias Naturales en las universidades de Friburgo y Wurzburgo, doctorándose en Medicina en esta última universidad. En 1922 comenzó allí con Martin Benno Schmidt su formación como patólogo. En 1925 obtuvo la venia legendi en Anatomia Patológica y Patología General.  
En 1926, Letterer describió la reticulosis aleucémica, conocida posteriormente como enfermedad de Abt-Letterer-Siwe, que lo hizo famoso en el campo de la patología. Ese año realizó en Würzburgo estudios sobre la naturaleza y el desarrollo de amiloide, con la evidencia de que la proliferación de globulina disproteinémica es un factor crucial. En 1931 además de ser nombrado Profesor Asociado, realizó una visita de investigación de medio año a la Universidad de Oxford becado por la Fundación Rockefeller.
En 1934 fue nombrado director del Instituto de Patología del Hospital Friedrichstadt de Dresde. Cuatro años después, en 1938 sustituyó a Albert Dietrich en la cátedra de Anatomía Patológica de la Universidad de Tubinga, donde permaneció hasta 1964. Entre 1965 y 1971 fue nombrado profesor titular de Patología General y director del Departamento de Inmunología y Patología Experimental en la Facultad de Medicina de la Universidad de Navarra. 

### Principales aportaciones científicas
Letterer utilizó el concepto de historia como unidad morfológica funcional. Centró sus investigaciones en el campo de los trastornos metabólicos de las enfermedades alérgicas y amiloidosis.
Dirigió la Enciclopedia de Patología General, junto con el patólogo Franz Büchner. Su extensa producción científica está recogida en más de cuatrocientas publicaciones.

## Premios y distinciones
- Placa Ernst von Bergmann de la Asociación Médica Alemana (1965)
- Miembro de la Academia alemana de las ciencias naturales Leopoldina (1961)
- Miembro de pleno derecho de la Academia de Ciencias de Heidelberg (1966)
- Doctor honoris causa por la Universidad de Navarra, recibido junto con Paul Ourliac y Juan de Contreras y López de Ayala (7 de octubre de 1972).[1]
- Doctor honoris causa por la Universidad de Heidelberg.